# Kongeriget Storbritannien
 Denne artikel omhandler Storbritannien i perioden 1707–1800. For den nuværende stat, se Storbritannien.
Kongeriget Storbritannien, eller Det forenede kongerige Storbritannien var en stat på øen Storbritannien fra 1. maj 1707 til 31. december 1800. Den blev oprettet da kongerigerne Skotland og England blev slået sammen under Acts of Union (1707). Det blev styret af et fælles parlament og en regering i Westminster i London. De to kongeriger havde haft samme monark siden Jakob VI af Skotland blev konge af England under navnet Jakob 1. i 1603.
Unionen blev efterfulgt af Det Forenede Kongerige Storbritannien og Irland i 1801. Irland blev indlemmet gennem Act of Union 1800 som kom som en følge af det irske oprør i 1798.

## Politisk struktur
Kongeriget Storbritannien blev styret af én monark, sådan som det havde været siden 1603 med undtagelse af Samveldetiden og Protektoratet. Forskellen var, at der under det forenede rige var én krone, ikke to separate som tidligere. Tronfølgen blev bestemt af den engelske Act of Settlement, og ikke den skotske Act of Security. Dette betød, at monarken måtte være en protestantisk efterkommer af Sofia af Hannover, noget som lagde grunden for huset Hannovers tid på tronen.
Den lovgivende magt var Det britiske parlament, som erstattede det engelske og skotske parlament. Som det moderne parlament bestod det af tre dele: House of Commons, House of Lords og Crown-in-Parliament. Både England og Skotland havde repræsentanter i begge kamre. Skotland havde mindre repræsentation end befolkningstallet skulle tilsige, men repræsentation var baseret på skattebetaling, og Skotland havde faktisk højere repræsentation end skatteindtægterne tilsagde. Skotland sendte 16 repræsentanter til overhuset og valgte 45 medlemmer til underhuset, mens resten af medlemmerne kom fra England og Wales.
51°30′N 0°08′V / 51.5°N 0.13°V